# Осеченица
Осеченица је насеље у Србији у општини Мионица у Колубарском округу. Према попису из 2022. било је 500 становника.

## Историја

#### У 16. веку
Први помен села је забележен у турском попису (тефтеру) за хиџретску 934. годину, тј. 1527/1528. годину по садашњем рачунању времена.

Транскрибован на модерни турски, са османске арабице, унос са 206. странице тефтера TD 144 је гласио овако:
Osaçaniçe karye, Valyeva nahiye - Село Осачаница (Осеченица), Нахија Ваљево

### Каснија времена
Село је 1837. године погодила епидемија куге.

## Демографија
У насељу Осеченица живи 667 пунолетних становника, а просечна старост становништва износи 44,7 година (44,5 код мушкараца и 44,9 код жена). У насељу има 227 домаћинстава, а просечан број чланова по домаћинству је 3,50.
Ово насеље је великим делом насељено Србима (према попису из 2002. године).
|  |

| Демографија | Демографија | Демографија |
| Година      | Становника  | Становника  |
| ----------- | ----------- | ----------- |
| 1948.       | 1.340       |             |
| 1953.       | 1.406       |             |
| 1961.       | 1.357       |             |
| 1971.       | 1.201       |             |
| 1981.       | 1.083       |             |
| 1991.       | 932         | 916         |
| 2002.       | 795         | 798         |

| Етнички састав према попису из 2002.‍ | Етнички састав према попису из 2002.‍ | Етнички састав према попису из 2002.‍ | Етнички састав према попису из 2002.‍ | Етнички састав према попису из 2002.‍ |
| ------------------------------------ | ------------------------------------ | ------------------------------------ | ------------------------------------ | ------------------------------------ |
|                                      |                                      |                                      |                                      |                                      |
| Срби                                 | Срби                                 |                                      | 790                                  | 99,37%                               |
| Црногорци                            | Црногорци                            |                                      | 1                                    | 0,12%                                |
| Муслимани                            | Муслимани                            |                                      | 1                                    | 0,12%                                |
| непознато                            | непознато                            |                                      | 2                                    | 0,25%                                |

| Година пописа     | 1948. | 1953. | 1961. | 1971. | 1981. | 1991. | 2002. |
| ----------------- | ----- | ----- | ----- | ----- | ----- | ----- | ----- |
| Број домаћинстава | 226   | 233   | 256   | 256   | 253   | 257   | 227   |

| Број чланова      | 1  | 2  | 3  | 4  | 5  | 6  | 7  | 8 | 9 | 10 и више | Просек |
| ----------------- | -- | -- | -- | -- | -- | -- | -- | - | - | --------- | ------ |
| Број домаћинстава | 42 | 50 | 34 | 28 | 27 | 27 | 15 | 1 | 2 | 1         | 3,50   |

| Пол    | Укупно | Неожењен/Неудата | Ожењен/Удата | Удовац/Удовица | Разведен/Разведена | Непознато |
| ------ | ------ | ---------------- | ------------ | -------------- | ------------------ | --------- |
| Мушки  | 360    | 96               | 226          | 30             | 6                  | 2         |
| Женски | 325    | 31               | 228          | 60             | 6                  | 0         |
| УКУПНО | 685    | 127              | 454          | 90             | 12                 | 2         |

| Пол    | Укупно                    | Пољопривреда, лов и шумарство | Рибарство                            | Вађење руде и камена | Прерађивачка индустрија       |
| ------ | ------------------------- | ----------------------------- | ------------------------------------ | -------------------- | ----------------------------- |
| Мушки  | 269                       | 219                           | 0                                    | 6                    | 16                            |
| Женски | 143                       | 135                           | 0                                    | 0                    | 2                             |
| УКУПНО | 412                       | 354                           | 0                                    | 6                    | 18                            |
| Пол    | Производња и снабдевање   | Грађевинарство                | Трговина                             | Хотели и ресторани   | Саобраћај, складиштење и везе |
| Мушки  | 4                         | 4                             | 2                                    | 0                    | 7                             |
| Женски | 0                         | 0                             | 4                                    | 1                    | 0                             |
| УКУПНО | 4                         | 4                             | 6                                    | 1                    | 7                             |
| Пол    | Финансијско посредовање   | Некретнине                    | Државна управа и одбрана             | Образовање           | Здравствени и социјални рад   |
| Мушки  | 1                         | 0                             | 4                                    | 4                    | 0                             |
| Женски | 0                         | 0                             | 0                                    | 1                    | 0                             |
| УКУПНО | 1                         | 0                             | 4                                    | 5                    | 0                             |
| Пол    | Остале услужне активности | Приватна домаћинства          | Екстериторијалне организације и тела | Непознато            | Непознато                     |
| Мушки  | 0                         | 0                             | 0                                    | 2                    | 2                             |
| Женски | 0                         | 0                             | 0                                    | 0                    | 0                             |
| УКУПНО | 0                         | 0                             | 0                                    | 2                    | 2                             |

## Галерија
- осеченица - панорама
- осеченица - панорама
- осеченица - панорама
- осеченица - панорама
- осеченица - панорама